# 穆尔斯人
Mursi（或他們的自稱Mun）是埃塞俄比亞之使用Surmic語言之族群。 他們主要居住在南方民族、部落和人民州的南奧莫地區，靠近與南蘇丹的邊界。 根據 2007 年全國人口普查，穆爾西族有 11,500 人，其中 848 人居住在城市地區； 在總人數中，92.25% 居住在南方民族、部落和人民州。
穆爾西人的家鄉被奧莫河及其支流馬戈河之間的群山環繞，是該國最偏遠的地區之一。 他們的鄰居包括 Aari人、Banna人、Mekan人、Karo人、Kwegu人、Nyangatom人和Suri人。 埃塞俄比亞政府將他們與 Me'en 和 Suri 歸為一類，並命名為 Surma。

穆尔斯人因佩戴餐碟大小的唇盘而闻名。穆尔斯人女性从13岁开始通过佩戴唇盘来拉伸她们的下唇，作为由女孩向女人转变的标志。

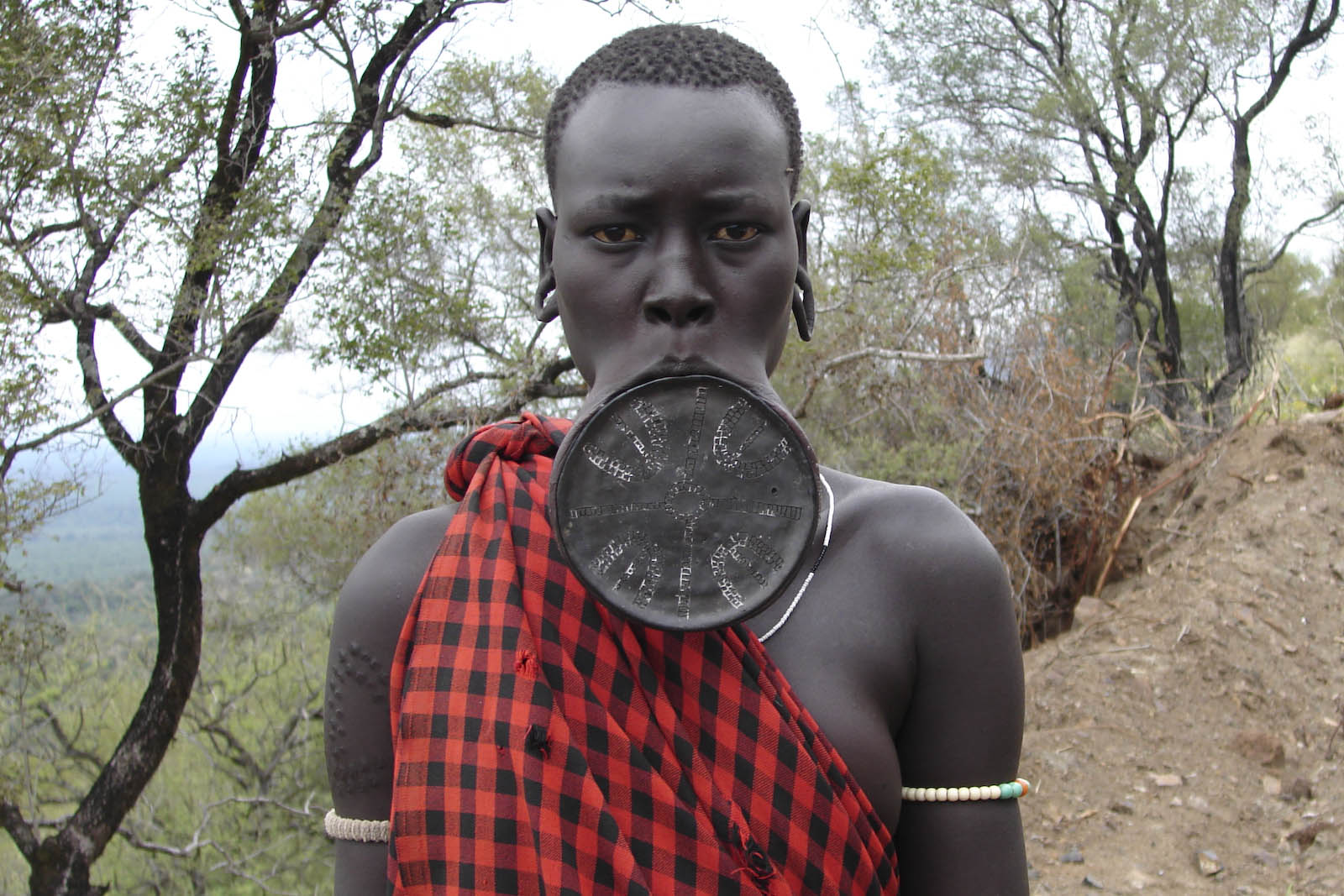
穆尔斯女子。

## 延伸阅读
- (2000) Pancorbo, Luis: "Los labios del río Omo" en "Tiempo de África", pp. 176–190. Laertes. Barcelona. ISBN 84-7584-438-3
- (2007) Silvester, Hans: Les Habits de la Nature Editions de la Martinière ISBN 978-2732458205